# تشن لي
تشن لي هي شخصية خيالية في سلسلة ستريت فايتر وأول مقاتلة في السلسلة، ظهرت للمرة الأولى سنة 1991 في ستريت فايتر II. هي خبيرة في الفنون القتالية وضابط لدى منظمة الشرطة الجنائية الدولية. تسعى للانتقام لمقتل والدها على يد ام. بايسون. منذ ظهورها لأول مرة، أصبح تشن لي من الدعامات الأساسية للسلسلة وواحدة من الشخصيات الأكثر شعبية، ظهرت تقريبا في كل ألعاب السلسلة. ظهرت أيضا في الأعمال الأخرى المستندة على السلسلة كالأنمي وكتب الرسوم المتحركة.